# Току, Симан
Симан Гонсалвеш То́ку (порт. Simão Gonçalves Toko; 1918—1984) — ангольский религиозный деятель, основатель собственного вероучения, миссионер.

## Биография
Учился в школе при баптистской миссии в Кибоколо, благодаря проявленным способностям смог продолжить обучение в лицее города Луанда. Между 1937 и 1947 годами работал школьным учителем в баптистских миссиях в том же Кибоколо и Бембе. В 1943 году он должен был жениться на дочери секретаря церкви Кибоколо, однако не явился ни на свадьбу, ни на учительскую работу, вместо чего переехал в Леопольдвиль (Бельгийское Конго), где участвовал в организации изучения Библии и групп взаимопомощи народа конго, включая переселенцев-зомбо из Анголы (среди прочего, создал успешный церковный хор). В 1949 году, объявив себя пророком, начал под влиянием кимбангизма проповедовать собственное учение (токоизм), обещавшее африканцам спасение от рабства и превращение их в господ.
В конце 1949 года был арестован колониальными властями и в начале 1950 года вместе с 82 последователями выдворен в Анголу. Тамошняя португальская администрация также обрушила на них репрессии, отправляя в трудовые лагеря, тюрьмы и другие поселения — многочисленные сторонники, привлечённые учением токоизма, создавали тайные общины и оказывали неповиновение властям посредством пассивного сопротивления (с токоистами безуспешно пытались наладить связь марксисты из кружка поэта Вириату да Круша).
Сам Току также неоднократно подвергался высылке за распространение своих идей. Первым из мест его ссылки было Вале-де-Ложе, где Току с сотней последователей должны были работать на кофейной плантации, но вскоре его отправили на юг страны, где также несколько раз меняли место ссылки, в том числе из-за недовольства католической и протестантских церквей распространением его секты. В 1955—1962 годах он был сторожем маяка около Порту-Алешандри.
С началом вооружённого антиколониального сопротивления и Войны за независимость Анголы в 1961 году португальские власти начали использовать таких проповедников и местных авторитетов для пропаганды сотрудничества с португальцами среди местного населения, а также возвращения на родину бежавших в Конго. По принуждению администрации призывал к этому и Току, предварительно выторговав клочок земли для сооружения «токоистской деревни» Нтайя-Нова. Он начал появляться в прессе и на радио как «великий католический мистик». В ответ политическая партия его народности зомбо, ALIAZO/PDA, обвиняла власти в использовании Току как своего «инструмента».
Впрочем, португальцы не особо доверяли Току и в 1963 году сослали его подальше от Анголы, на Сан-Мигел (Азорские острова), где он дальше работал смотрителем маяка. В 1974 году Революция гвоздик положила конец португальской диктатуре, а заодно и империи, и Току вернулся на родину накануне предоставления той независимости. В Луанде его встречала восторженная толпа почитателей, а СМИ брали интервью.
Однако отношения с пришедшей к власти партией МПЛА были непростыми. Организация женщин Анголы требовала от премьера Лопу Фортунату Ферейры ду Нашсименту санкций против токоистов, кимбангистов и свидетелей Иеговы, да и первый президент Анголы Антонио Агостиньо Нето относился к Току с подозрением как к бывшему коллаборационисту, к тому же с многочисленными связями в конкурирующем вооружённом движении ФНЛА. Так что на протяжении четырнадцати месяцев между 1976 и 1978 годами Току скрывался от возможного ареста.
Симан Току умер в Луанде новогодней ночью 1983—1984 годов, его останки были захоронены в мавзолее на центральной площади Нтайя-Нова. После его смерти в токоизме началась борьба за власть между двумя противоборствующими группировками, и правительство МПЛА поначалу не внесло это течение в список из 12 официально признанных церквей, сняв ограничения на его деятельность только в 1988 году.